# ヤフロマ
ヤフロマ（Yakhroma、ロシア語: Яхрома）は、ロシアのモスクワ州にある町。人口は1万4011人（2021年）。モスクワの55km北にある。ヤフロマ川に面している。

## 歴史
1841年にヤフロマ川沿いの繊維工場の定住地として発足した。1901年、モスクワ（サヴョロフスキー駅）- キームルイ（サヴョロヴォ駅）間を結ぶ鉄道駅が近くにでき、1940年に正式に「町」になった。1941年11月27日、ドイツは、カシーラ郊外まで至った翌日、彼らがJachromaと呼んだ場所で、ヴォルガ川の橋頭を一時的に占拠した。